# Ngày Song Thập

hình Trang trí Song Thập trong ngày quốc Khánh R.O.C

Ngày quốc khánh Trung Hoa Dân Quốc (tiếng Trung: 中華民國國慶日; Trung Hoa Dân quốc Quốc khánh nhật), còn gọi là Lễ song thập (雙十節), Song thập quốc khánh (雙十國慶), Song thập khánh điển (雙十慶典), là ngày kỷ niệm xảy ra cuộc Khởi nghĩa Vũ Xương 10 tháng 10 năm 1911, tức ngày 19 tháng 8 âm lịch, năm Tân Hợi (tức năm Tuyên Thống thứ 3, nhà Thanh). Khởi nghĩa Vũ Xương còn gọi là Cách mạng Tân Hợi. Sau 2 tháng kể từ ngày khởi nghĩa, phong trào cách mạng đã thành công trên phạm vi cả nước Trung Quốc, làm sụp đổ hoàn toàn chế độ phong kiến nhà Thanh.
Ngày Quốc khánh Trung Hoa Dân Quốc là một trong những ngày lễ của Trung Hoa Dân Quốc (Đài Loan) và cộng đồng người Hoa hải ngoại. Ở Đài Loan các chính quyền địa phương đều tổ chức lễ kỷ niệm, cộng đồng người Hoa hải ngoại thường tổ chức tuần hành nhân ngày lễ này tại các Khu phố Tàu (Chinatown). Hình trang trí song thập thường thấy trong ngày lễ.